# Rubin Colwill
Rubin James Colwill (* 27. April 2002 in Neath) ist ein walisischer Fußballspieler. Der offensive Mittelfeldspieler spielt seit 2021 für die A-Mannschaft von Cardiff City.

## Karriere

### Verein
Colwill spielte in seiner Jugend für Cardiff City. Ende Januar 2021 war er erstmals Teil des Kaders der Herrenabteilung von Cardiff City. Sein Debüt gab er zwei Wochen später, als er beim 3:1-Sieg gegen Coventry City in der dritten Nachspielminute der zweiten Halbzeit für Harry Wilson eingewechselt wurde. In den nächsten zwei Monaten folgten zwei weitere Kurzeinsätze. Am 44. Spieltag gab der Waliser sein Startelfdebüt. Auch an den beiden verbleibenden Spieltagen der Saison war er Teil der Startformation. Die Saison 2021/22 begann er im Wechsel zwischen Startelf und einer Einwechslung in der zweiten Halbzeit. Zu Beginn des Jahres 2022 verringerte sich seine Einsatzzeit kurzfristig, als er in acht Ligaspielen nur einmal zum Einsatz kam. Danach erhöhten sich seine Einsätze wieder auf die Frequenz des Beginns der Saison.

### Nationalmannschaft
Colwill absolvierte drei Spiele für die walisische U17 und eines für die U21. Im Juni 2021 debütierte er wenige Tage vor Beginn der Europameisterschaft für die A-Nationalmannschaft im Freundschaftsspiel gegen Frankreich. Bei der folgenden EM war er Teil des walisischen Kaders, kam aber nicht zum Einsatz.